# Andy Romano
Pour les articles homonymes, voir Romano.
Andy Romano, né le 16 avril 1936 et mort le 14 septembre 2022,, est un acteur américain et connu pour avoir joué JD dans les films Beach Party dans les années 1960 (mettant en vedette Annette Funicello et Frankie Avalon).
Lorsque la saga Beach Party fut terminée, Romano passa une grande partie des années 1970 et 1980 dans des rôles mineurs dans des séries télévisées et quelques téléfilms. À partir de la fin des années 1980, il revient au cinéma dans des rôles secondaires.

## Filmographie
- 1963 : Beach Party de William Asher : J.D.
- 1964 : Pajama Party de Don Weis : J.D.
- 1964 : Bikini Beach de William Asher : J.D.
- 1965 : Beach Blanket Bingo de William Asher : J.D.
- 1965 : How to Stuff a Wild Bikini de William Asher : J.D.
- 1965 : Deux Cinglés à l'armée (Sergeant Dead Head) de Norman Taurog : Marine MP
- 1966 : The Ghost in the Invisible Bikini de Don Weis : J.D.
- 1989 : Columbo : Grandes manœuvres et petits soldats (Grand Deceptions) (Série TV)
- 1989 : Les Indians (Major League) de David S. Ward : Pepper Leach
- 1990 : Pump Up the Volume : Murdock
- 1991 : Les Indomptés (Mobsters) : Antonio Luciano
- 1991 : Bugsy de Barry Levinson : Del Webb
- 1991: Perry Mason: The case of the Ruthless Reporter.
- 1992 : Obsession fatale (Unlawful Entry) : Capt. Russell Hayes
- 1992 : The Gun in Betty Lou's Handbag, d'Allan Moyle : Herrick
- 1992 : Piège en haute mer (Under Siege) : Amiral Bates
- 1993 : Le Fugitif (The Fugitive) : Juge Bennett
- 1994 : Mortel Rendez-vous (A Friend to Die For) (TV) : M. Delvecchio
- 1994 : Drop Zone : Tom McCracken
- 1995 : Miss Shumway jette un sort (Rough Magic) : Clayton
- 1995 : Piège à grande vitesse (Under Siege 2: Dark Territory) : Amiral Bates
- 1996 : L'Effaceur (Eraser) : Daniel Harper
- 1996 : Les Fantômes du passé (Ghosts of Mississippi) : Hardy Lott